# Gottheit Weib
Gottheit Weib ist ein deutsches Stummfilmmelodram von 1913 mit Eduard von Winterstein in der Hauptrolle.

## Handlung
Der Bildhauer Max Winter ist ein anerkannter Künstler, der in der die Nacktheit verkörpernden Statue, die er „Gottheit Weib“ nennt, sein Meisterwerk geschaffen zu haben glaubt. Während dieser Arbeit, in der er regelrecht aufging, hat er sich auch in das Modell, die Sängerin Helga Holgers, unsterblich verliebt. Winters Ehefrau Elfriede und beider gemeinsames Kind werden von dem Künstler abgeschrieben und müssen der Geliebten Platz machen. 
Doch die Zuneigung der Muse zu ihrem Künstler hält nicht lange, und eines Tages wendet sich Helga dem Flugzeugpiloten Hans Stork zu, der pikanterweise mit Max Winter befreundet ist. Erst nach dem Flugzeugabsturz des Fliegers, bei dem dieser ums Leben kommt, erfährt Winter von der Untreue seiner Geliebten. Er beginnt sein Leben in Frage zu stellen und wird zum Trinker. In einem Akt der finalen Zerstörung dessen, was er für sein Unglück verantwortlich macht, sucht der Rasende Errettung: Winter zerschlägt in einem Anfall von Tobsucht sein Meisterwerk „Gottheit Weib“ und sinkt anschließend erlöst zu Boden.

## Produktionsnotizen
Gottheit Weib entstand im Frühjahr 1913 und passierte im Mai desselben Jahres die Filmzensur. Der Zweiakter wurde vermutlich wenig später uraufgeführt.
Theaterschauspieler von Winterstein gab hier möglicherweise sein Filmdebüt.

## Kritik
„Der Film ist sehr interessant und gewinnt durch die guten Schauspieler, die ihn darstellen, an Wert.“